# 郑昭淳
郑昭淳，10世纪云南大长和国贵族和诗人，叶榆（今云南大理）人。
他是郑买嗣的儿子，郑仁旻的弟弟。担任“清容布燮”，封归仁庆侯，食邑一千户。博学多才，能诗善辩。923年（后唐同光元年、南汉乾亨七年，一作924年），奉命出使南汉，以朱鬃白马（马之珍品）求婚。南汉皇帝劉龑与他游燕赋诗，君臣的文采都不能超过他。他的辩才及诗作倾倒南汉君臣。劉龑于是允婚，以增城公主嫁给郑仁旻，郑昭淳圆满完成使命。